# Термоскоп

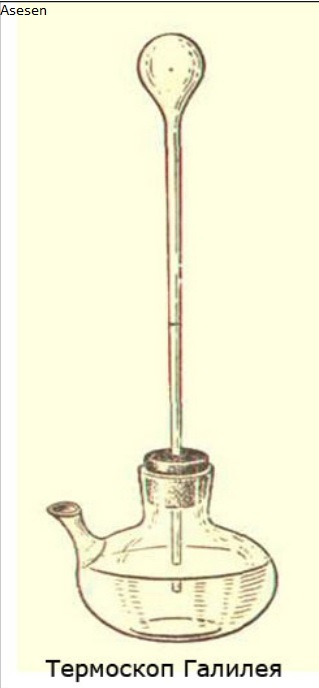

Термоско́п (греч. θέρμη [термо] «тепло» + σκοπέω [скопео] «смотрю») — устройство, которое показывает изменения температуры, родоначальник современных термометров. Типичная конструкция термоскопа представляет собой трубку, в которой жидкость поднимается и опускается при изменении температуры. В начале XVIII века был оснащён шкалой, приблизившись к виду современных термометров.

## Функции
Существуют оценки, что первый термоскоп сконструировал итальянский физик Галилео Галилей примерно в 1592—1600 годах. В то же время во времена Галилея уже использовались устройства, основанные на использовании расширения тел от тепла и давления, они применялись как в медицине, так и для сооружения фонтанов. Сам принцип действия термоскопа был известен ещё в Древней Греции, о нём упоминал, в частности, Эмпедокл в своей книге «О природе» в 460 г. до н. э.
Большие термоскопы, размещенные на открытом воздухе, создавали иллюзию работы «вечного двигателя».
Работа Галилея с термоскопом привела его к разработке атомистической концепции тепловых процессов, опубликованной в книге Il Saggiator в 1623 году.

## Принцип работы

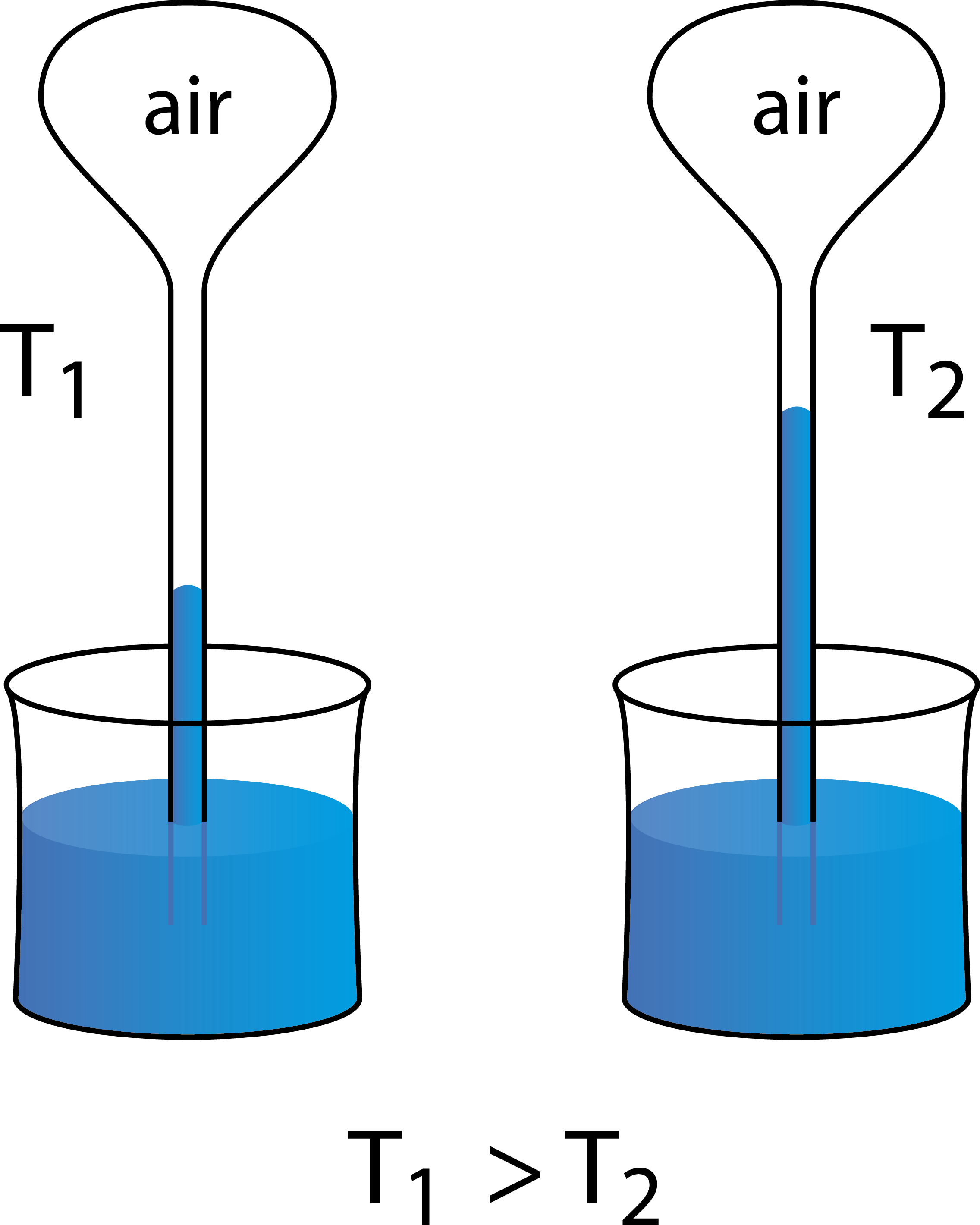
Принцип работы термоскопа

Прибор Галилея был очень простым. Он состоял из стеклянной трубки, к концу которой был припаян стеклянный шарик. Немного подогрев шарик, свободный конец трубки Галилей опускал в сосуд с водой. Когда воздух в шарике остывал, давление воздуха в нём становилось меньше, и вода под воздействием атмосферного давления поднималась вверх по трубке. И в зависимости от того, на какую высоту поднималась вода, можно было определить температуру. Этот прибор назвали термоскопом. Конечно, он тоже показывал весьма приблизительные значения температуры. Кроме того, его показания зависели от величины атмосферного давления.

## Дальнейшая история
Друг Галилея, врач из Падуи Санторио, в своём труде «Комментарий к врачебному искусству Галена», вышедшем в 1612 году, описал схему устройства ртутного термометра. Вскоре после этого, в 1617 году, схему термометра описал также астроном и математик Джузеппе Бьянкани. Термометры того времени не могли быть использованы для количественного измерения температуры, и использовали свойство воздуха расширяться или сжиматься при изменении температуры, перемещая столб воды.
Дальнейшее совершенствование устройства термометра принадлежит немецкому учёному Отто фон Герике (1602—1686) веке. По предложению Фердинандо II Медичи, великого герцога Тосканского, фон Герике стал использовать в термометрах вместо воздуха окрашенный спирт.
По некоторым данным, друг Галилея венецианский математик Франческо Сагредо ввёл в термоскоп первый вариант шкалы, по-видимому, то же сделал в Англии физик Роберт Фладд в 1638 году. В 1701 году датский физик и астроном Оле Рёмер добавил в термоскоп температурную шкалу, которая стала прообразом шкалы Фаренгейта, который посещал Рёмера в 1708 году.